# Glochidion lucidum
Glochidion lucidum är en emblikaväxtart som beskrevs av Carl Ludwig von Blume. Glochidion lucidum ingår i släktet Glochidion och familjen emblikaväxter. Inga underarter finns listade i Catalogue of Life.